# Polymerurus nodicaudus
Polymerurus nodicaudus is een buikharige uit de familie Chaetonotidae. Het dier komt uit het geslacht Polymerurus. Polymerurus nodicaudus werd in 1901 voor het eerst wetenschappelijk beschreven door Voigt. 